# Dapayk

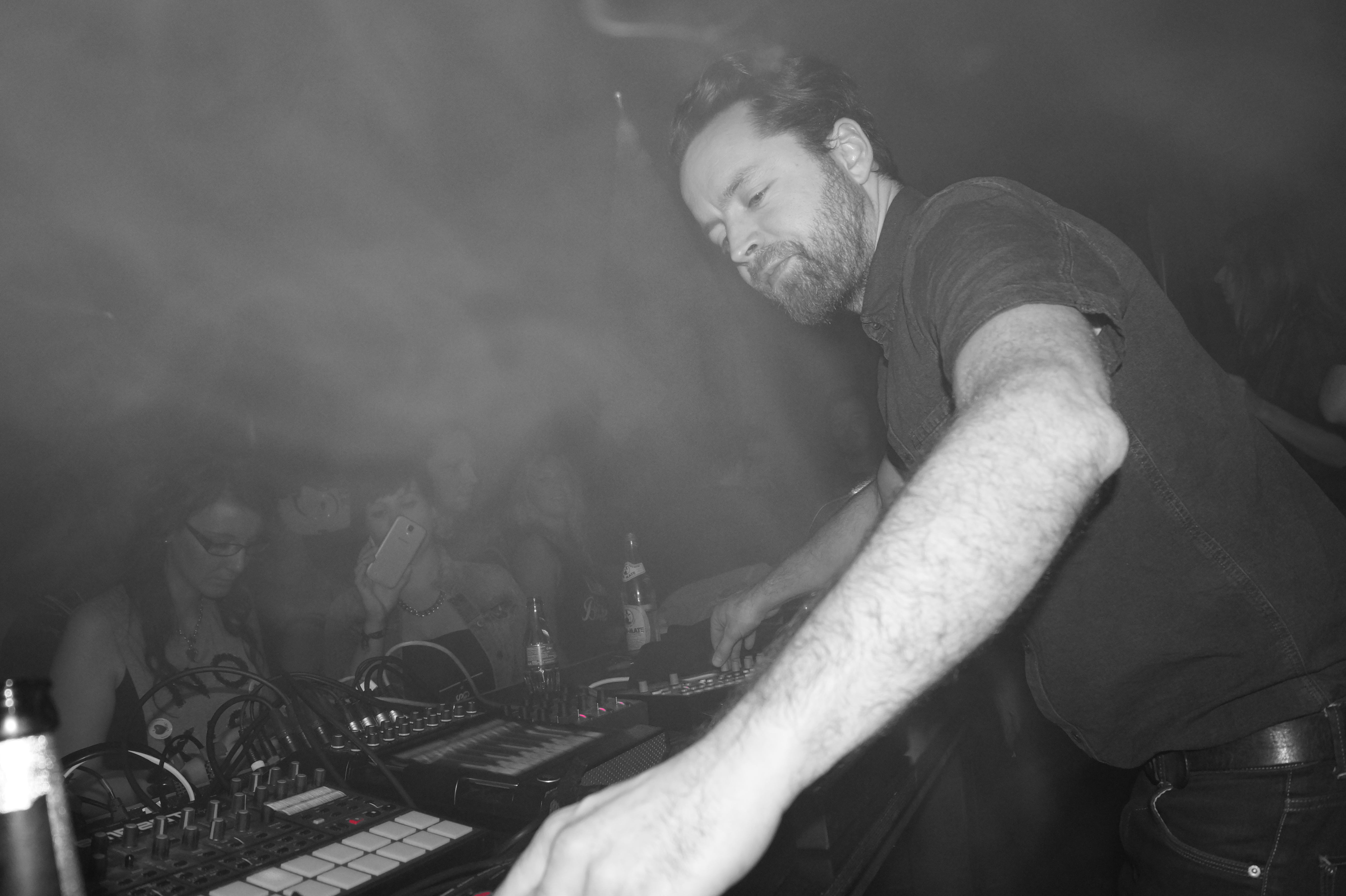
Dapayk @ I Love Vinyl Wintersession 2013

Pod pseudonimem Dapayk ukrywa się Niklas Worgt, niemiecki muzyk, właściciel wytwórni oraz producent muzyki techno (urodzony 8. lutego, 1978 w Bad Frankenhausen, w Niemczech). Jest jedną z głównych postaci niemieckiej sceny Minimal Techno.

## Życiorys
Urodzony w Turyngii Dapayk na początku lat '90 nawiązał współpracę z "BrokenBeats" i "Drum and Bass". Pierwszy raz na scenie wystąpił jako DrumandBass Live Act „Frauds in White” co zapoczątkowało jego karierę na muzycznej scenie elektronicznej. Razem z „Frauds in White” grając pod ówczesnym pseudonimem „Sonstware” Dapayk został DJ Rezydentem w Central Niemczech.
Pod koniec lat '90 zmienił swoje brzmienie. Jego produkcje przeobraziły się z broken beats w straight techno- rodzaj techno, które określane jest dziś jako eksperymentalne i jest znakiem rozpoznawczym Dapayk'a.
W roku 2000 po swoich pierwszych wydawnictwach założył własną wytwórnię „Mo's Ferry Productions” poświęconą wydaniom w stylu minimal techno, która została poszerzona w 2005 roku o sublabel „Fenou”, a w roku 2006 o „Rrygular”. Swoją obecną pozycję na scenie minimal techno zawdzięcza licznym występom live act, kolaboracjom z innymi artystami oraz tworzeniem remiksów. Po sukcesie albumów „Close Up”, „Black Beauty” i „Sweet Nothing” zainicjował projekt Dapayk&Padberg, w ramach którego nagrał wraz ze swoją żoną, modelką Evą Padberg czwarty album „Smoke”, który został wydany jesienią 2013 roku.
Oprócz wydawnictwa pod szyldem „Mo's Ferry Productions” wydaje swoje publikacje dla 'Stil vor Talent’, ‘Herzblut’, ‘Karloff’, ‘Textone’, ‘Orac’, ‘Contexterrrior’, ‘Resopal Schallware’ oraz ‘Friends of Tomorrow’. Ponadto wyprodukował albumy solo pod pseudonimem ‘Marek Bois’ dla ‘Trapez’ oraz ‘Rrygular’.
Dapayk kontynuuje swoją pracę jako producent muzyczny artystów takich jak Monika Kruse, ‘Marcel Knopf’ and ‘Kleinschmager Audio’.

## Życie prywatne
Po w do dziesięciu lat ożenić modelu Niklas Worgt Eva Padberg w dniu 29 lipca 2006. Żyją razem w Berlinie.

## Albumy
| 2005 | "Close Up"               | Debiut Dapayk & Padberg oscylujący wokół gatunku Rave i Techhouse. |
| 2006 | "Impulsion Parasite"     | Solo debiut prezentujący spomiędzy gatunków „clubfloor” i „experimental sound”. Wersja CD zawiera drugą płytę CD z utworami „Listening Electronica”. |
| 2007 | "Black Beauty"           | Została odebrana przez społeczność techno jako odpowiedź na zmniejszającą się popularność płyt winylowych. Drugi album Dapayk & Padberg prezentuje gatunki z pogranicza minimal techno i pop, skupiając się jednocześnie na podkreśleniu dźwięków HipHop. |
| 2008 | "Boissche Untiefen"      | Debiut Dapayk'a pod pseudonimem „Marek Bois” jest czystym Minimal Techno nagranym w tendencji Rave. |
| 2008 | "Devil’s House"          | To drugi, zrealizowany w mrocznym stylu album Dapayk'a. Oprócz tanecznych utworów, bardzo wyraźny jest wpływ elementów Breakbeat. |
| 2010 | "Decade One (2000-2010)" | Niepublikowane oraz zremasterowane materiały stworzyły retrospekcje z pierwszego twórczego okresu Dapayk'a. Album jest wyraźnie inspirowany wpływami jazzu.                                                                                               |
| 2012 | "Sweet Nothings"         | Trzeci album Dapayk & Padberg charakteryzuje się melodyjnym techno. |
| 2013 | "Smoke"                  | Czwarty album Dapayk & Padberg odszedł od stylistyki tanecznej i zwrócił się w kierunku Dubstep oraz nabrał cech klasycznej struktury utworów muzycznych.                                                                                                 |

## Brzmienie
Dapayk opisuje swoje brzmienie jako „frickle”. Eksperymentalne melodie łączące w jednym oddzielne formy sztuki muzycznej takie jak Minimal, Electronica i Breakbeat.

## Dyskografia
| Wykonawca         | Tytuł                       | Wytwórnia              |
| ----------------- | --------------------------- | ---------------------- |
| Dapayk (solo)     | Impulsion Parasite [Album]  | Mo’s Ferry Productions |
| Dapayk (solo)     | Impulsion Parasite [Single] | Mo’s Ferry Productions |
| Marek Bois        | Mampe halb/halb             | Rrygular               |
| Marek Bois        | You Got Good Ash Rmxs       | Trapez                 |
| Dapayk (solo)     | Effessefedepp               | Karloff                |
| Marek Bois        | Fake EP                     | Rrygular               |
| Marek Bois        | Boisboisbois                | Trapez                 |
| Dapayk (solo)     | Giornata                    | Friends of Tomorrow    |
| Dapayk (solo)     | Untergelgen EP              | Orac                   |
| Dapayk (solo)     | Fat Kid’s Choice            | Resopal                |
| Dapayk & Padberg  | Close Up [Album]            | Mo’s Ferry Productions |
| Dapayk & Midnight | Fenou01                     | Fenou                  |
| Dapayk (solo)     | Marek & das Polenpony       | Karloff                |
| Dapayk & Padberg  | Maze                        | Mo’s Ferry Productions |
| Dapayk (solo)     | Daypack                     | Mo’s Ferry Productions |
| Dapayk (solo)     | Black, White, Orange, Lines | Textone                |
| Dapayk & Padberg  | Dirty White                 | Mo’s Ferry Productions |
| Dapayk & Padberg  | Semaphore                   | Mo’s Ferry Productions |
| Dapayk & Padberg  | Think & Speak               | Mo’s Ferry Productions |
| Dapayk & Padberg  | Goddess                     | Mo’s Ferry Productions |
| Dapayk (solo)     | Heimweh                     | Mo’s Ferry Productions |
| Dapayk (solo)     | TPZ EP                      | Mo’s Ferry Productions |
| Dapayk (solo)     | Call Me Names               | DPK                    |

## Remiksy
| Wykonawca            | Tytuł               | Wytwórnia              |
| -------------------- | ------------------- | ---------------------- |
| Saint Ibot           | Tschäkk             | TFE Tecords            |
| Koefer & Strube      | Arbeitshypothese    | WhirlPoolSexMusic      |
| Hacienda             | h.a.c.i.e.n.d.a.    | Ministry of Sound      |
| Mathias Schaffhäuser | Coincidance         | Ware                   |
| Alland Byallo        | My Nightlight       | NightLightMusic        |
| Tanaka Hideyuki      | Wicked Loop in Life | Mo’s Ferry Productions |
| Deladap              | Cza Manca           | Eccochamber            |
| Malou                | Worldplay           | Discowax               |
| Nitsch & Gleinser    | Rollbots            | Karatemusik            |

## Nagrody
W 2005 roku pierwszy album Dapayk & Padberg „Close Up” był w pierwszej dziesiątce w "de:Bug", oraz na liście przebojów "Groove" Magazine.
W 2007 roku projekt Dapayk & Padberg otrzymał Style Award przyznaną przez Musikexpress w kategorii Wykonawca krajowy.